# Rushcliffe
Rushcliffe es un distrito no metropolitano con estatus de municipio de Nottinghamshire (Inglaterra). Tiene una población estimada, a mediados de 2023, de 123 854 habitantes.
Fue constituido el 1 de abril de 1974 bajo la Ley de Gobierno Local de 1972 como una fusión del distrito urbano de West Bridgford, el distrito rural de Bingham y parte del también distrito rural de Basford.

## Geografía
Según la Oficina Nacional de Estadísticas británica, tiene una superficie de 409.2 km².

## Demografía
De acuerdo con los datos del censo de 2021, en ese momento el 22.3% de los habitantes eran menores de 20 años, el 67.3% tenían entre 20 y 74 años, y el 10.4% tenían 75 años o más. La media de edad era de 44 años. 
Según su grupo étnico, el 89.7% de los habitantes eran blancos, el 5.7% eran asiáticos, el 2.8% eran de una mezcla de grupos étnicos, el 0.9% eran afrodescendientes y el 0.9% eran de otros étnicos. La mayor parte (94.0%) eran originarios del Reino Unido. El 4.2% había nacido en el extranjero y el 1.8% tenía doble nacionalidad.
El 44.1% de los habitantes eran cristianos, el 2.2% eran musulmanes, el 1.6% eran hindúes, el 1.0% eran sijíes, el 0.3% eran budistas, el 0.2% eran judìos y el 0.5% profesaban otra religión. El 44.4% no profesaban ninguna religión y el 5.6% no marcaron ninguna opción en el censo.
El 31.7% de los habitantes eran solteros, el 51.5% estaban casados o en una unión civil registrada, el 1.8% estaban separados, el 8.5% eran divorciados o habían disuelto su unión civil y el 6.5% eran viudos.
El 27.7% de los hogares estaban habitados por una sola persona, el 7.8% tenían como jefe de hogar a un padre soltero, el 22.2% estaban constituidos por parejas con hijos dependientes, el 18.8% estaban constituidos por parejas sin hijos y el 6.0% estaban constituidas por parejas con todos sus hijos no dependientes. El 17.4% eran otros tipos de hogares.